# Smittoidea ophidiana
Smittoidea ophidiana är en mossdjursart som först beskrevs av Campbell Easter Waters 1879.  Smittoidea ophidiana ingår i släktet Smittoidea och familjen Smittinidae. Inga underarter finns listade i Catalogue of Life.